# Ahmad Ibn 'Ata Allah
Tāj ad-dīn Abu l-Faḍl 'Aḥmad Ibn Muḥammad Ibn 'Abd al-Karīm Ibn 'Atā' Allah Al-'Iskandarī al-Shādilī, communément connu sous le nom de 'Aḥmad Ibn ''Atā'Allâh Al-Iskandarī (arabe : أحمد ابن عطاء الله الاسكندري) est un théologien ash'arite, un juriste malikite, et un cheikh soufi de renom. Il naquit à Alexandrie (Égypte) entre 1250 et 1260 et mourut au Caire en 1309. Troisième maître de la confrérie de la Chadhiliyya, il en développa la doctrine et fut l'un de ses plus grands représentants.

## Biographie
Il semble que son père ait rencontré le cheikh Abu Hasan ash-Shadhili, fondateur de la confrérie soufie Chadhiliyya. À Alexandrie, il étudia la loi religieuse selon le rite malikite. D'abord hostile au soufisme, l'Imâm Abul 'Abbâs Al Mursî, premier successeur de l'Imâm Ash Shâdhilî à la tête de la nouvelle voie spirituelle Ash Shâdhiliyyah, provoqua son adhésion à cette dernière à l'âge de 18 ans. Après la mort de ce dernier, l'Imâm Ibn 'Atâ Allâh devint le troisième maître de la Shâdhiliyyah. Grâce à lui, la confrérie prit une dimension nouvelle : celle de sa formulation doctrinale par écrit, Ibn Ata Allah étant le premier des trois maîtres à rédiger des ouvrages.
Il mourut au mois de Jumada Ath Thânî en 709 AH. Il est enterré au cimetière Al Qarâfa du Caire.

## Doctrine
Combinant l'exotérisme et l'ésotérisme, prédicateur à la Mosquée Al-Azhar, au Caire, le maître enseigne une doctrine du tawhid et des Noms divins proche d'Ibn Arabi, mais sous une forme plus modérée et acceptable par l'orthodoxie. Il eut néanmoins à lutter contre le  Ibn Taymiyya, l'adversaire acharné d'Ibn Arabi.

## Œuvre
Parmi ses ouvrages les plus importants, on peut mentionner ceux qui suivent.
- Al Hikam (« Aphorismes »). Œuvre de jeunesse, ce texte est un chef-d'œuvre de la littérature islamique, exprimant l'essence du soufisme sous forme de brefs et percutants aphorismes qui traitent de la quête spirituelle.
- At Tanwîr fî Isqât Ut Tadbîr (« L'illumination par l'abandon de l'auto-détermination ») est un « traité sur le détachement méthodique et exclusif de tout ce qui n'est pas Dieu » (Maurice Gloton).
- Latâ'if al-minan fî manâqib al-shaykh Abî l'Abbâs al-Mursî wa shaykhi-hi al-Shâdhilî Abî l-Hasan ara (« Les touches subtiles de la grâce, ou des vertus spirituelles »), traité précieux pour la compréhension du développement de la nouvelle confrérie. Outre des anecdotes sur ses deux prédécesseurs, l'ouvrage développe des thèmes tels que la Prophétie, la Sainteté, l'Amour, les charismes, etc.
- Miftâh al-falâh wa misbâh al-arwâ (« La clef de la réalisation spirituelle et l'illumination des âmes »)
- De l'abandon de la volonté propre. Ce traité indique comment l'abandon à Dieu (« tawakkul ») ne doit pas rester un vœu pieux mais se traduire par une pratique constante. Ibn 'Ata Allah engage son lecteur à ne jamais oublier que Dieu seul régit les destinées et que, malgré les apparences, c'est Lui qui agit. Il s'agit donc d'abandonner son ego.
- La sagesse des maîtres soufis. Dans cet ouvrage, Ibn 'Ata Allah rend hommage à son maître al-Mursî et au maître de celui-ci, le Marocain Abû I-Hassan al-Shâdhilî. Il présente ici l'essentiel de la doctrine de son ordre et adresse un plaidoyer argumenté en faveur du soufisme et de la sainteté.
- Le Livre de l'Aspiration exclusive sur la Connaissance du nom Allah (Traité sur le nom d'Allah), « traite de la connaissance de Dieu et de sa manifestation dans les degrés hiérarchiques » (Maurice Gloton). Introduction et traduction française de Maurice Gloton, Les deux Océans, Paris, 1981.
- Le traité sur l'invocation expose la méthode spirituelle fondée sur le dhikr.

Ces deux derniers ouvrages sont, semble-t-il, les premiers à traiter de ces matières d'une manière complète. Leur nécessité provenait de la diffusion rapide du soufisme à cette époque et de l'obligation de mettre par écrit certaines doctrines et disciplines des maîtres qui déléguaient leur enseignement oral à des disciples de plus en plus nombreux.

## Disciples
L'Imâm Ibn 'Ata Allah eut de nombreux disciples dont les plus connus sont 
- Al-Imâm Sharafu d-Dîn Al Bâkhilî As-Sûfî (m.732)
- Al-Hâfiz Shihâbu d-Dîn Ibn Maylaq Al-Misrî (m.749)
- Ash-Shaykhu l-Islâm Taqiyu d-Dîn As Subkî (m.756)